# Светий Никола
Свети́й Нико́ла (болг. Свети Никола) — село в Добрицькій області Болгарії. Входить до складу общини Каварна.

## Населення
За даними перепису населення 2011 року у селі проживали 208 осіб.
Національний склад населення села:
| Національність   | Кількість осіб | Відсоток |
| ---------------- | -------------- | -------- |
| болгари          | 192            | 92,8%    |
| турки            | 9              | 4,3%     |
| цигани           | 6              | 2,9%     |
| інша             | 0              | 0%       |
| не визначились   | 0              | 0%       |
| Всього відповіли | 207            |          |

Розподіл населення за віком у 2011 році:
Динаміка населення: